# Contrato a termo
Nas finanças, um contrato a termo ou simplesmente termo é um contrato não padronizado entre duas partes para comprar ou vender um ativo em uma data no futuro a um preço acordado hoje, sendo um tipo de contrato derivativo. Ele é diferente do contrato a vista, que é um acordo para comprar ou vender um ativo hoje. A parte que concorda em comprar o ativo subjacente no futuro assume uma posição comprada, e a parte que concordou em vender o ativo no futuro assume uma posição vendida. O preço acordado é chamado de preço de entrega, que é igual ao preço ao termo na época em que o contrato foi firmado.
O preço do instrumento subjacente, de qualquer forma, é pago antes de a posse do instrumento mudar. Esta é uma das várias formas de ordens de compra/venda onde a hora e a data do negócio não é a mesma, assim como o value date no qual os próprios securities são negociados.
O preço a termo de tal contrato é normalmente diferente do preço a vista, que é o preço ao qual o ativo trocas de mãos na data a vista. A diferença entre os preços a vista e a termo é o prêmio do termo ou desconto a termo, geralmente considerado na forma de lucro ou perda, pela parte compradora.
Os termos, como outros instrumentos derivativos, podem ser usados para fazer hedge de riscos (geralmente risco de moeda ou de taxa de câmbio), como meios de especulação, ou para permitir a uma parte ter vantagem sobre a qualidade do instrumento subjacente que é sensível ao tempo.
Um contrato muito relacionado é o contrato futuro. Eles diferem em certos aspectos. Os contratos a termo são muito semelhantes aos contratos futuros, exceto que eles não são negociáveis ou definidos em ativos padronizados. Os termos também não possuem liquidações parciais provisórias ou chamadas de margem como os contratos futuros – tal que as partes não trocam valores para assegurar a parte ganhadora e o lucro ou prejuízo não realizado acumula-se enquanto o contrato está aberto. No entanto, sendo negociados no balcão, as especificações dos contratos a termo podem ser customizadas e podem incluir marcação a mercado e chamadas diárias de margem. Assim, um arranjo de contrato a termo pode exigir da parte perdedora colaterais adicionais para melhor assegurar a parte com ganho. Em outras palavras, as condições dos contratos a termo determinarão as chamadas de margem baseadas em certos eventos "gatilhos" relevantes para uma contraparte em particular, tais como rating de crédito, valor dos ativos sob administração ou resgates ao longo de um período específico de tempo, por exemplo trimestralmente, anualmente etc.

## Resultado
O valor de uma posição a termo depende da relação entre o preço a termo ({\displaystyle K}) e o preço do ativo subjacente ({\displaystyle S_{T}}) no tempo.
- Para uma posição comprada, o resultado é: {\displaystyle f_{T}=S_{T}-K}
- Para uma posição vendida, ele é: {\displaystyle f_{T}=K-S_{T}}

Como o valor final de uma posição a termo depende do preço a vista no vencimento, este contrato pode ser visto, de um ponto de vista puramente financeiro, como "uma aposta sobre o preço a vista futuro"

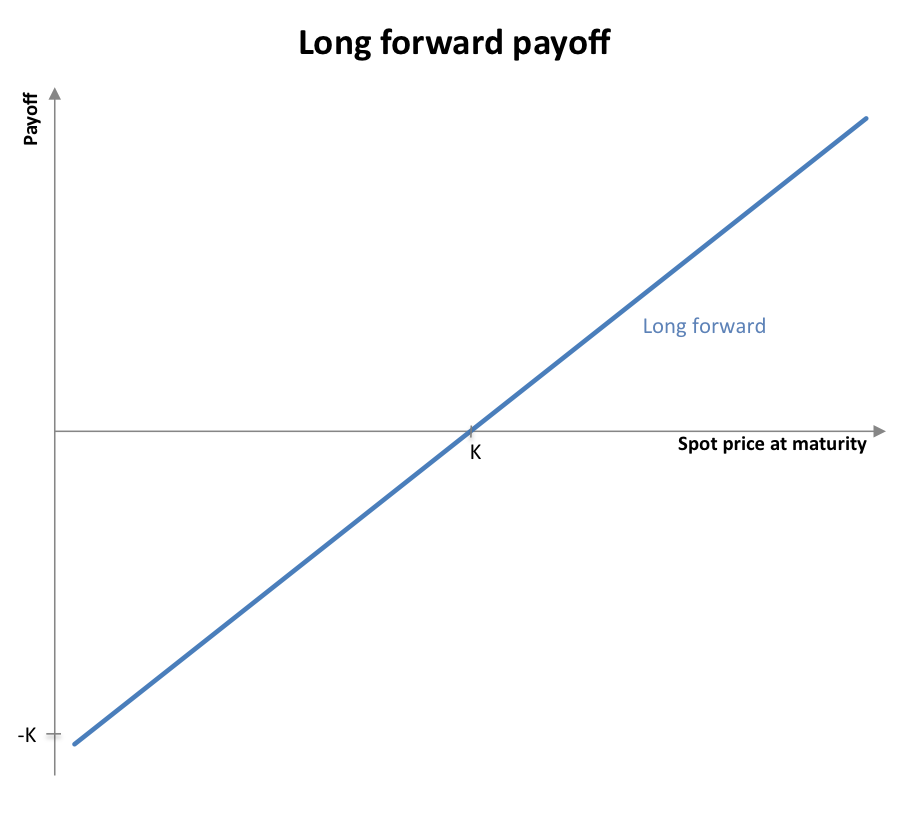
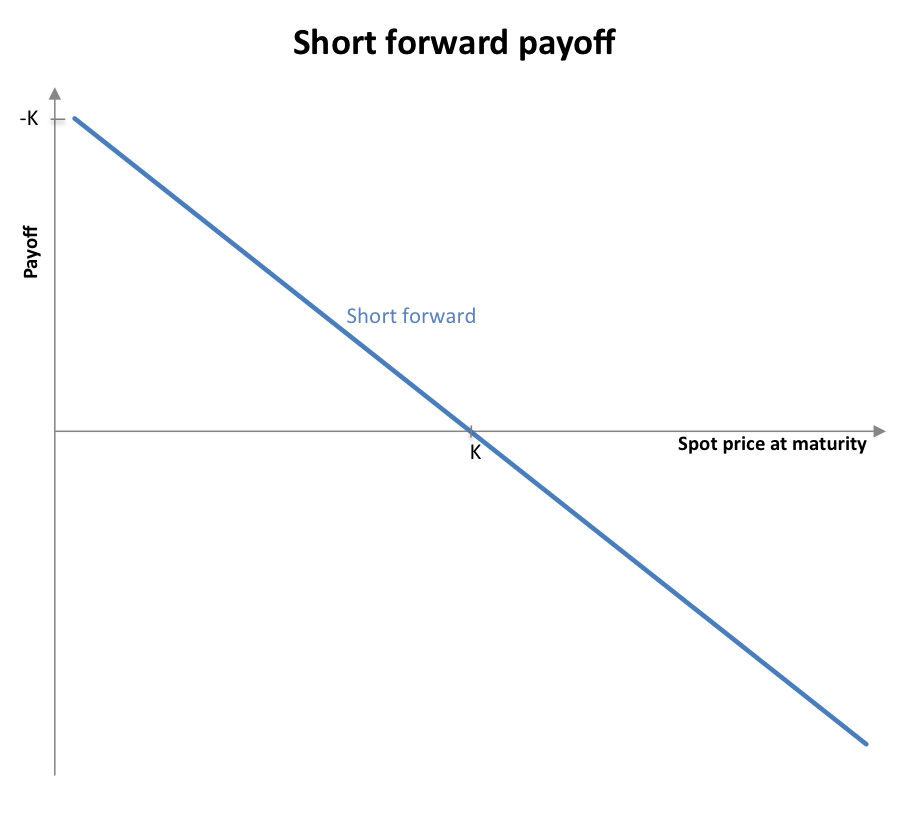

## Paridade vista-termo
Para ativos líquidos ("negociáveis"), a paridade vista-termo fornece a ligação entre o mercado a vista e o mercado a termo. Ela descreve a relação entre os preços a vista e a termo do ativo subjacente em um contrato a termo. Enquanto o efeito geral pode ser descrito como o custo de carregamento, este efeito pode ser quebrado em dois componentes diferentes, especificamente se o ativo:
- paga renda, e se sim, se ele é em base discreta ou contínua
- incorre em custos de estocagem
- é considerado como
  - um ativo de investimento, isto é, um ativo possuído principalmente para propósitos de investimento (por exemplo, ouro, títulos financeiros);
  - ou um ativo de consumo, isto é, um ativo possuído primariamente para o consumo (por exemplo, petróleo, minério de ferro etc.)

### Ativos de investimentos
Para um ativo que não fornece nenhuma renda, a relação entre o preço a termo atual ({\displaystyle F_{0}}) e o preço a vista ({\displaystyle S_{0}}) é
{\displaystyle F_{0}=S_{0}e^{rT}}
Onde {\displaystyle r} é a taxa de retorno livre de risco e T é o tempo até o vencimento. A intuição por trás deste resultado é que, dando que você quer ser proprietário do ativo no momento T, deve haver nenhuma diferença em um mercado de capitais perfeito entre comprar o ativo hoje ou manter o dinheiro e comprar o contrato a termo. Assim, ambas as abordagens devem custar o mesmo em termos de valor presente.
Para um ativo que paga uma renda certa, a relação se torna:
- Discreta: {\displaystyle F_{0}=(S_{0}-I)e^{rT}}
- Contínua: {\displaystyle F_{0}=S_{0}e^{(r-q)T}}

onde {\displaystyle I=} o valor presente da renda discreta no momento {\displaystyle t_{0}<T}, e {\displaystyle q\%p.a.} é a taxa de dividendo pago durante a vida do contrato. A intuição é que quando um ativo paga renda, é vantajoso possuir o ativo ao invés do contrato a termo porque recebe-se a renda. Daí a renda ({\displaystyle I} or {\displaystyle q}) deve ser subtraída para refletir a vantagem. Um exemplo de um ativo que paga renda discreta é uma ação, um exemplo de um ativo que paga um rendimento contínuo pode ser uma moeda estrangeira ou um índice de bolsa de valores.
Para ativos de investimento que são commodities, como o ouro ou a prata, os custos de estocagem também devem  ser considerados. Os custos de armazenagem podem ser tratados como uma 'renda negativa', e como a renda, pode ser discreta ou contínua. Quanto aos custos de armazenagem, a relação se torna:
- Discreta: {\displaystyle F_{0}=(S_{0}+U)e^{rT}}
- Contínua: {\displaystyle F_{0}=S_{0}e^{(r+u)T}}

Onde {\displaystyle U=} o valor presente do custo de armazenagem discreto no momento {\displaystyle t_{0}<T}, e {\displaystyle u\%p.a.} é o custo de armazenagem que é proporcional ao preço da commodity, e é assim um 'rendimento negativo'. A intuição é que como os custos de armazenagem tornam o preço final mais alto, tem-se que adicionar a eles o preço a vista.

### Ativos de consumo
Os ativos de consumo são geralmente matérias-primas que são usadas como uma fonte de energia ou no processo de produção, por exemplo o petróleo ou minério de ferro. Os usuários das commodities de consumo podem sentir que há uma vantagem em possuir fisicamente o ativo em sua carteira em oposição de possuir o termo do ativo. Essas vantagens incluem a possibilidade de lucrar com as faltas temporárias e a capacidade de manter um processo de produção funcionando e são referidos como a taxa de conveniência. Assim, para ativos de consumo, a relação vista-termo é
- Custo de armazenagem discreto: {\displaystyle F_{0}=(S_{0}+U)e^{(r-y)T}}
- Custos de armazenagem contínuos: {\displaystyle F_{0}=S_{0}e^{(r+u-y)T}}

Enquanto {\displaystyle y\%p.a.} é a taxa de conveniência sobre a duração do contrato. Visto que a taxa de conveniência fornece uma vantagem para o detentor do ativo mas não para o detentor do termo, ele pode ser modelado como um tipo de 'taxa de dividendo'. No entanto, é importante notar que a taxa de conveniência não é um item líquido, mas sim reflete as expectativas do mercado sobre a disponibilidade futura da commodity. Se os usuários tem poucos estoques da commodity, isto implica uma chance de maior de escassez, o que significa uma taxa de conveniência maior. O oposto é verdadeiro quando estoques elevados existem.

### Custo de carregamento
A relação entre os preços a vista e a termo de um ativo reflete o custo líquido de possuir (ou carregar) o ativo relativamente a possuir o termo. Assim, todos os custos e vantagens acima podem ser resumidos como o custo de carregamento, {\displaystyle c}. Assim,
- Discreto:   {\displaystyle F_{0}=(S_{0}+U-I)e^{(r-y)T}}
- Contínuo: {\displaystyle F_{0}=S_{0}e^{cT},{\text{ where }}c=r-q+u-y.}

## Relação entre o preço a termo e o preço a vista futuro esperado

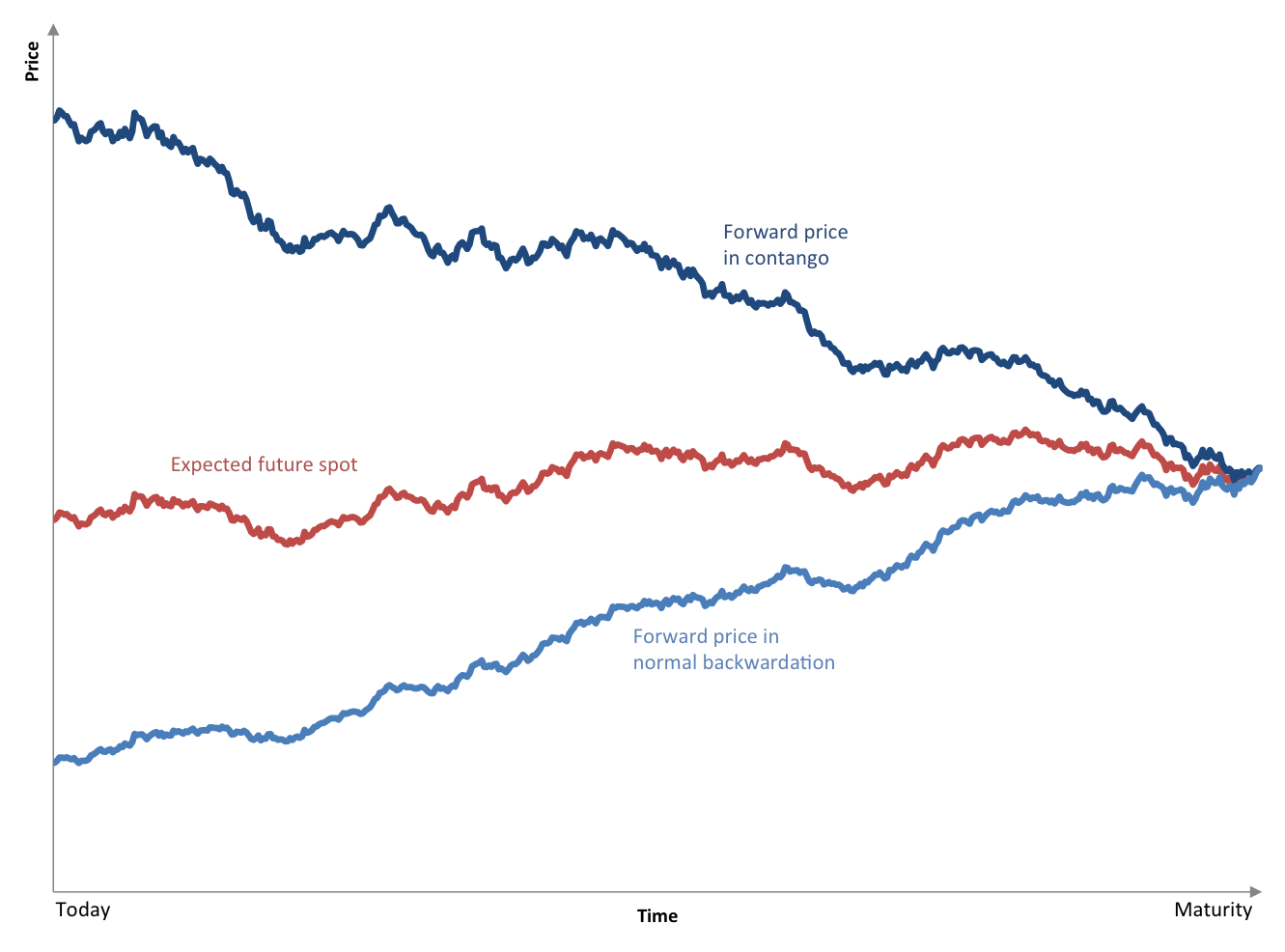

A opinião do mercado sobre qual será o preço a vista de um ativo no futuro é o preço a vista futuro esperado Assim, uma questão chave é saber se o preço a termo atual realmente prevê ou não o respectivo preço a vista no futuro. Há várias hipóteses diferentes que tentam explicar a relação entre o preço a termo atual, {\displaystyle F_{0}}, e o preço a vista futuro esperado, {\displaystyle E(S_{T})}.
Os economistas John Maynard Keynes e John Hicks defenderam que, em geral, os hedgers naturais de uma commodity são aqueles que desejam vender a commodity em um momento futuro no tempo. Assim, os hedgers irão conjuntamente manter uma posição líquida vendida no mercado a termo. O outro lado desses contratos são mantidos por especuladores, que devem, portanto, manter uma posição comprada. Os hedgers estão interessado em reduzir o risco, e assim irão aceitar perder dinheiro em seus contratos futuros. Os especuladores, por outro lado, estão interessado em obter um lucro, e assim irão apenas entrar nos contratos  se eles esperarem ganhar dinheiro. Assim, se os especuladores estão mantendo uma posição líquida comprada, deve ser o caso de se esperar que o preço a vista futuro esperado seja maior que o preço a termo.
Em outras palavras, o retorno esperado para o especulador no período é:
{\displaystyle E(S_{T}-K)=E(S_{T})-K}, onde {\displaystyle K} é o preço de entrega no período.
Assim, se os especuladores esperam lucrar,
{\displaystyle E(S_{T})-K>0}
{\displaystyle E(S_{T})>K}
{\displaystyle E(S_{T})>F_{0}}, com {\displaystyle K=F_{0}} quando eles entram no contrato.
Esta situação de mercado, na qual {\displaystyle E(S_{T})>F_{0}}, é chamada de normal backwardation. Os preços a termo/futuros convergem ao preço a vista no vencimento, como pode ser visto da relação anterior ao deixar T ir até 0. Então, a retroatividade normal implica que os preços futuros para um certo vencimento estão aumentando com o tempo. A situação oposta, onde {\displaystyle E(S_{T})<F_{0}}, é chamada de contango. Da mesma forma, o contango implica que os preços futuros para um certo vencimento estão caindo com o passar do tempo.

## Definição racional do preço
Se {\displaystyle S_{t}} é o preço a vista de um ativo no momento {\displaystyle t}, e {\displaystyle r} é a taxa de juros, então o preço a termo no momento futuro {\displaystyle T} deve satisfazer {\displaystyle F_{t,T}=S_{t}e^{r(T-t)}}.
Para provar isto, suponha que não. Então, nós temos dois casos possíveis.
Caso 1:  Suponha que {\displaystyle F_{t,T}>S_{t}e^{r(T-t)}}. Então um investidor pode executar os seguintes negócios no momento {\displaystyle t}:
1. ir ao banco e obter um empréstimo no montante {\displaystyle S_{t}} à taxa de juros r;
2. com este dinheiro do banco, comprar uma unidade do ativo por {\displaystyle S_{t}};
3. entrar em uma posição vendida do contrato a termo, sem custos. Uma posição vendida significa que o investidor deve entregar o ativo à contraparte no momento {\displaystyle T}.

O custo inicial dos negócios no momento inicial é zero.
No momento {\displaystyle T} o investidor pode reverter os negócios que foram executados no momento {\displaystyle t}. Especificamente e espelhando os negócios 1, 2 e 3, o investidor
1. '  repaga a dívida com o banco. O fluxo para o investidor é {\displaystyle -S_{t}e^{r(T-t)}};
2. '  liquida o contrato a termo vendido ao vender o ativo por {\displaystyle F_{t,T}}. O fluxo de caixa para o investidor agora é {\displaystyle F_{t,T}} pois o comprador recebe {\displaystyle S_{T}} do investidor.

A soma dos fluxos em 1 e 2 iguala {\displaystyle F_{t,T}-S_{t}e^{r(T-t)}}, que, por hipótese, é positivo. Isto é um lucro de arbitragem. Consequentemente, e assumindo que as condições de não arbitragem se mantêm, tem-se uma contradição. Isto é chamado de uma arbitragem de carregamento porque o ativo é carregado até o seu vencimento.
Caso 2:  Suponha que {\displaystyle F_{t,T}<S_{t}e^{r(T-t)}}. Então, um investidor pode reverter o que ele tinha feito acima no caso 1. Mas se observar a taxa de conveniência paga, será visto que se há uma carteira de ativos finitos, a arbitragem de carregamento reversa nem sempre é possível. Ele dependerá da elasticidade da demanda por contratos a termo.

### Extensões da fórmula de precificação a termo
Suponha que {\displaystyle FV_{T}(X)} é o valor templo do fluxo de caixa X no vencimento do contrato em {\displaystyle T}. O preço a termo é dado pela fórmula:
{\displaystyle F_{t,T}=S_{t}e^{r(T-t)}-FV_{T}({\text{todos os fluxos de caixa no período do contrato}})}
Os fluxos de caixa podem ser na forma de dividendos do ativo, ou custos de manutenção do ativo.
Se essas relações de preços não se mantiverem, há uma oportunidade de arbitragem para um lucro sem risco semelhante ao discutido acima. Uma implicação disto é que a presença de um mercado a termo forçará os preços a vista a refletirem as expectativas atuais dos preços futuros. Como um resultado, o preço a vista de commodities não perecíveis, ações ou moeda é uma previsão do preço futuro igual ao preço a vista – a relação entre os preços a termo e a vista é dada pelas taxas de juros. Para commodities perecíveis, não há este tipo de arbitragem.
A fórmula de preço a termo acima pode ser também escrita como:
{\displaystyle F_{t,T}=(S_{t}-I_{t})e^{r(T-t)}\,}
Onde {\displaystyle I_{t}} é valor de todos os fluxos de caixa da vida do contrato no momento t
Para mais detalhes sobre a precificação, ver preço a vista.

## Teorias sobre o porquê dos contratos a termo existirem
Allaz and Vila (1993) sugerem que há também uma razão estratégica (em um ambiente competitivo imperfeito) para a existência do negócio a termo, isto é, o negócio a termo pode ser usado mesmo em um mundo sem incerteza. Isto é devido às firmas terem incentivos de Stackelberg para antecipar sua produção através de contratos a termo.